# Тагава (город)
Тагава (яп. 田川市 Тагава-си) — город в Японии, находящийся в префектуре Фукуока. Площадь города составляет 54,52 км², население — 49 133 человека (1 августа 2014), плотность населения — 901,19 чел./км².

## Географическое положение
Город расположен на острове Кюсю в префектуре Фукуока региона Кюсю.

## Население
Население города составляет 49 133 человека (1 августа 2014), а плотность — 901,19 чел./км². Изменение численности населения с 1980 по 2005 годы:
| 1980 | 60 077 чел. |  |
| 1985 | 59 727 чел. |  |
| 1990 | 57 700 чел. |  |
| 1995 | 56 547 чел. |  |
| 2000 | 54 027 чел. |  |
| 2005 | 51 534 чел. |  |

## Символика
Деревом города считается Osmanthus fragrans, цветком — рододендрон.